# Klaus Stabach
Klaus Stabach (* 20. September 1940 in Guben) ist ein ehemaliger deutscher Fußballspieler in der Abwehr. Er spielte für die BSG Energie Cottbus in der DDR-Oberliga.

## Karriere
Stabach spielte in seiner Jugend von 1953 bis 1958 bei der BSG Fortschritt Guben. Anschließend ging er im Rahmen seines Wehrdienstes für ein paar Monate zur ASK Vorwärts Cottbus und kurz darauf zur ASK Vorwärts Berlin, wo er bis 1960 blieb. Danach kehrte Stabach kurzzeitig nach Guben zurück, bevor er von der SG Dynamo Cottbus verpflichtet wurde. 1962 wechselte er zum Oberligisten SC Aktivist Brieske-Senftenberg. Er debütierte am 19. August 1962, als er am 1. Spieltag der Saison 1962/63 beim 0:0-Unentschieden gegen seinen ehemaligen Verein und amtierenden Meister ASK Vorwärts Berlin. Danach wurde Stabach bis zum 14. Spieltag nicht mehr eingesetzt, danach aber wieder regelmäßig. Insgesamt konnte er am Ende der Saison 10 Oberligaeinsätze für sich verbuchen. Nach der Saison 1962/63 wurde die aus der Oberliga abgestiegene Mannschaft des SC Aktivist in die Bezirkshauptstadt delegiert und dem neu gegründeten SC Cottbus angeschlossen. Von Beginn an zählte er dort zum Stammpersonal. Seinen ersten Einsatz für Cottbus hatte Stabach am 18. August 1963 beim 1:1-Unentschieden gegen die SG Dynamo Schwerin. 1963/64 stand er 29 Mal in der Startelf und schoss drei Tore. Auch nach der Ausgliederung der Fußballabteilung in die BSG Energie Cottbus 1966 blieb er bei der Mannschaft. 1972/73 kam er in 22 Ligaspielen zum Einsatz und qualifizierte sich hinter der nicht aufstiegsberechtigten Reservemannschaft des BFC Dynamo für die Aufstiegsrunde zur DDR-Oberliga. Stabach nahm an allen acht Partien teil und schoss ein Tor; am Ende stand der Aufstieg in die Oberliga fest. Dort kam er 1973/74 in allen 26 Spielen zum Einsatz. Sein erstes und einziges Tor in der Oberliga gelang ihm am 1. September 1973, als er am 4. Spieltag in der 82. Minute zum 1:1-Ausgleich gegen Rot-Weiß Erfurt traf. Nach der Saison beendete Stabach 1974 seine Karriere.
Fortan wirkte er bis 1984 als Mannschaftsleiter und Geschäftsführer bei der BSG. Von 1984 bis 1990 war Stabach Technischer Leiter des Clubs und bis 2005 Manager.